# Sadhana

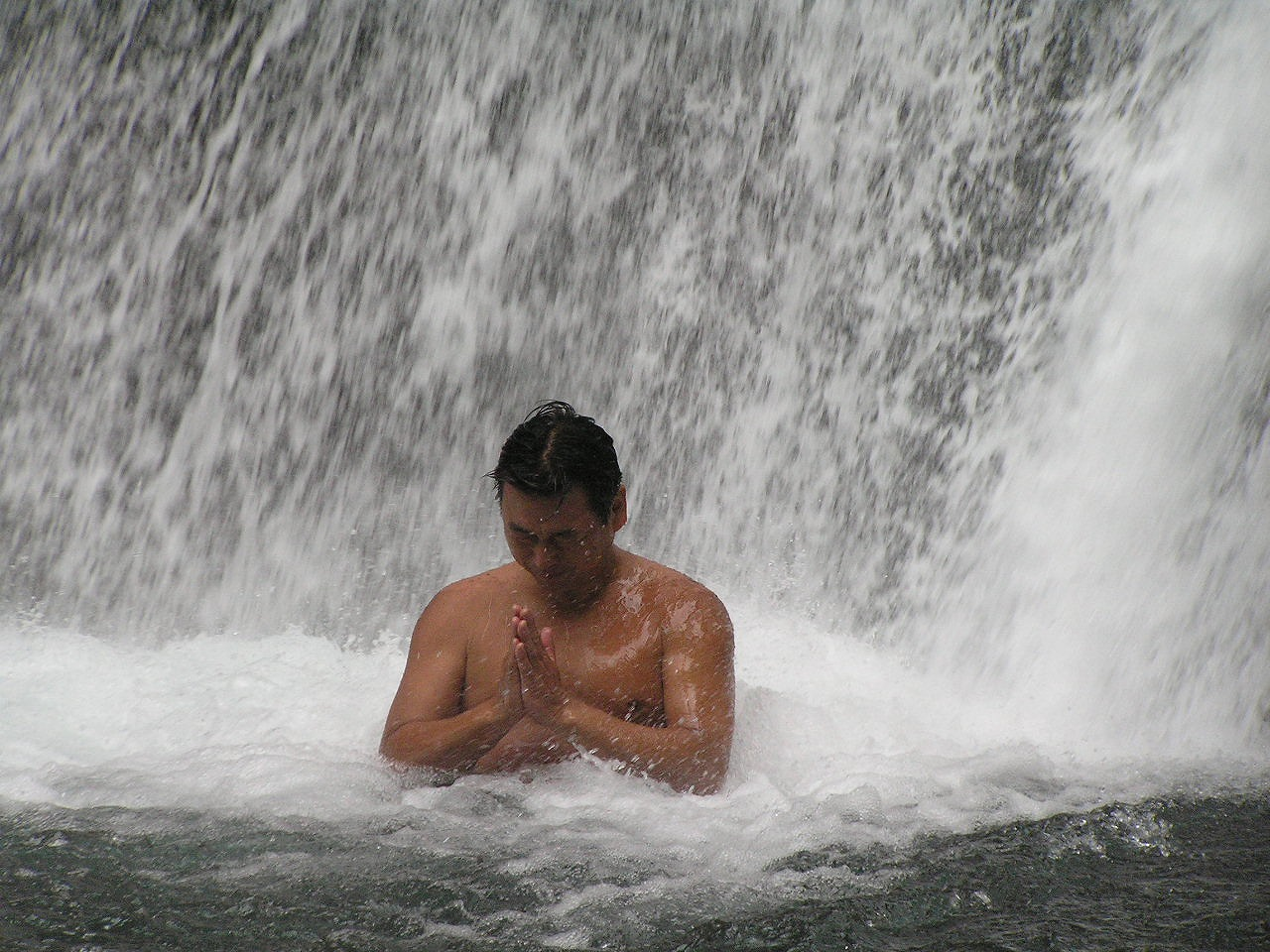
Practicant una sadhana al Japó

La sadhana (del sànscrit साधन sādhanā, 'pràctica', 'execució' amb la connotació d'esforç per a aconseguir un objectiu) és un conjunt de pràctiques a seguir al llarg de la vida per a realitzar-se plenament com a persona en tots els àmbits, incloent-hi el corporal, mental, de sentiments, espiritual, etc. A la filosofia tàntrica, base del budisme, hinduisme (incloent-hi el ioga) i altres filosofies orientals, cada ritual és una sadhana. També són presents a l'islam.
Les sadhanes inclouen mantres, meditacions, hàbits dietètics, exercicis gimnàstics, rituals litúrgics i exercicis d'aplicació pràctica de la filosofia per a l'autoconeixement i creixement personal. Estan concebudes per al desenvolupament integral de la persona en tots els aspectes. Tanmateix, a la cultura occidental de vegades algunes sadhanes han arribat fragmentades, encaminades a un sol objectiu parcial (una psicoteràpia -per a Alan Watts, per exemple-, una manera de relaxar-se, o de concentrar-se, o de mantenir la forma física, etc.) i deslligades entre elles i del seu context.
Les sadhanes estan molt estructurades i tenen metodologies ben definides. La majoria de sadhanes han estat transmeses oralment a través de generacions de mestres ("gurus") que acompanyen i expliquen les seves experiències personals als que s'introdueixen en aquest camí, alguns dels quals, en passar certes etapes, podran fer de mestres al seu torn. Moltes sadhanes són d'antiguitat mil·lenària.